# Kimboraga micromphala
Kimboraga micromphala är en snäckart som först beskrevs av Gerard Kalshoven Gude 1907.  Kimboraga micromphala ingår i släktet Kimboraga och familjen Camaenidae. IUCN kategoriserar arten globalt som sårbar. Inga underarter finns listade i Catalogue of Life.